# 查尔斯·普莱德

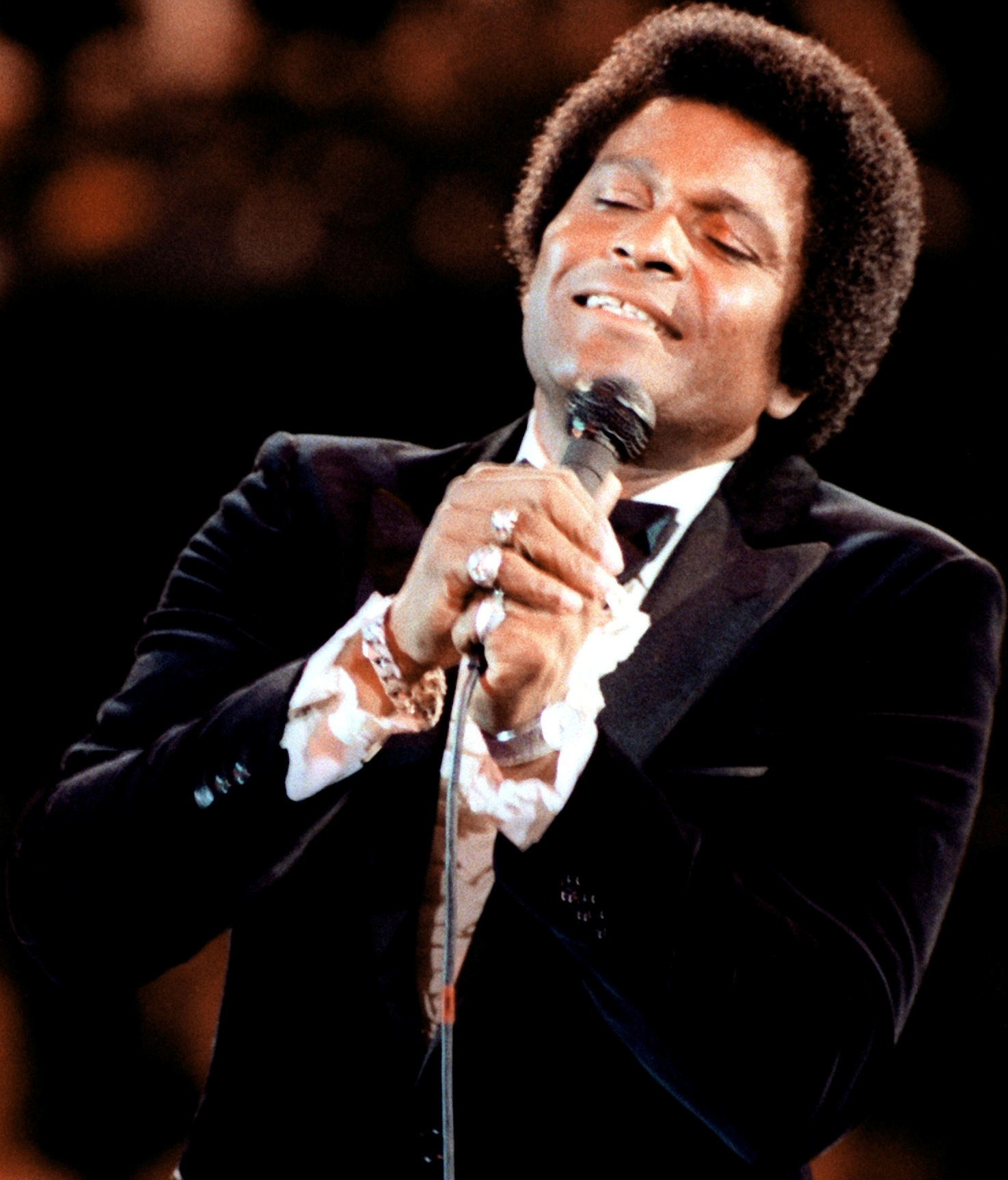
查尔斯·普莱德

查尔斯·弗兰克·普莱德（1934年3月18日—2020年12月12日）是一位美国乡村音乐村歌手。 
普莱德14岁时，他的母亲给他买了他的第一把吉他，他開始自学吉他。普莱德一邊在铅冶炼厂上班，一邊參加棒球比賽。 尽管他热爱音乐，但普莱德還是想成为一名职业棒球运动员。 1952年，他加盟黑人聯盟旗下球隊。 
普莱德一直想进入美國職業棒球大联盟，但他于1956年被征召進美国陆军，營地位於科罗拉多州卡森堡。 1958年退役后，他又加盟黑人聯盟旗下球隊。 
1961年和1962年，普莱德先後來到洛杉磯天使和紐約大都會试训，但未被任何一支球队选中。 
他後來搬到蒙大拿州海伦娜，成為當地的一位建筑工人。他又加盟当地的一個半职业棒球队，球队经理又幫他在当地的一家铅冶炼厂找到了一份工作。 普莱德一邊在铅冶炼厂上班，一邊參加棒球比賽。 
球队经理發現普莱德唱歌很好聽，经理还特地出錢让他在每场比赛前唱15分钟的歌，这不仅增加了比賽上座率，还让普莱德每场比赛多賺10美元，而他如果不唱歌的話，每場比賽工資也就10美元。他还參加当地的演唱會。  铅冶炼厂特地邀请他在公司野餐会上唱歌。
之後他錄下了一张樣本唱片，當RCA唱片高管切特·阿特金斯听到這張樣本唱片時他非常滿意。 1965年，切特·阿特金斯邀請普莱德加盟RCA唱片。  1966年，普莱德发行了他加盟RCA唱片後的第一首单曲  ，但这首歌并没有上榜。 
1969年至1975年期間，他是RCA唱片裡作品最畅销的音樂人，销量甚至超过了艾維斯·皮禮士利和约翰·丹佛。他有52首單曲躋身Hot Country Songs排行榜上前10，其中有 30首排名第一。 1971 年，他獲頒鄉村音樂協會獎年度艺人奖，并于1972年獲頒格莱美奖“最佳乡村男歌手表演奖”。普莱德又进军福音音乐，并于1971年发行了他的第一张福音音乐专辑。
2000年，普莱德入选乡村音乐名人堂。2020年12月12日，普莱德在达拉斯因2019冠状病毒病相关并发症去世，享年86岁。 